# Skiljedom
Skiljedom är när en rättstvist avgörs av skiljedomare (eller skiljemän) utan medverkan av allmän domstol. Detta betyder bland annat att ingen får vittna under ed, att vad som förekommit är hemligt och att domen inte får överklagas. Skiljeförfarande kan ske på parternas begäran eller då lagstiftningen säger att en sak ska avgöras med skiljeförfarande. Även internationella tvister kan avgöras genom skiljedom, till exempel i Permanenta skiljedomstolen i Haag.

## Tillvägagångssätt
I ett skiljedomsförfarande för parterna sin konflikt inför en eller flera skiljedomare och låter den eller dem fatta beslutet som man i regel förbundit sig att följa, och det kallas då bindande skiljedom. Skiljedomarna kan vara utsedda av myndighet eller dylik beroende på sammanhang, men ofta utses de av parterna själva. Det normala är att parterna utser en eller två skiljemän vardera och dessa sedan tillsammans utser en ordförande. Som med medling så är processen frivillig, men det ger mer tyngd i det att man förbinder sig att delta i processen och godta beslutet. En skiljedom kan inte överklagas annat än på formella grunder (till exempel vid jäv) och utgör därför den slutgiltiga prövningen av en tvist. Överklagandet av skiljedom sker med hovrätt som första, och vanligtvis enda, instans. Part kan inte överklaga hovrättens domslut till Högsta domstolen utan hovrättens medgivande (överklagandetillstånd). Sådant medgivande kan ges av hovrätten endast om de anser att det är av vikt för ledning av rättstillämpningen att talan prövas av Högsta domstolen.

## För- och nackdelar
En skiljedom är, till skillnad från en dom meddelad av allmän domstol, ofta hemlig. Det är ofta till fördel för parterna. Ett skiljeförfarande går dessutom, för det mesta, mycket snabbare än en process i allmän domstol. Den stora nackdelen är dock att det kan bli mycket dyrt. 
Parterna måste inte bara betala sina egna rättegångskostnader utan också skiljenämnden. Den förlorande parten förpliktas ofta ensam bära hela denna kostnad men även vinnande parts fulla rättegångskostnader. Fram till dess att skiljedom meddelats får parterna genom att betala förskott generellt sett dela på kostnaderna.

## Varianter
Det finns också icke-bindande skiljedom där skiljedomarnas beslut ses som rådgivande. Det går även att kombinera medling med skiljedom. Det kan mycket väl vara så att parterna inte är överens om vilken eller vilka specifika frågor som de vill ta inför skiljedomarna. Medlarens uppgift är då att hjälpa parterna att komma fram till en klar frågeställning som de är överens om. Det är i dessa fall brukligt att medlaren inte sedan också fungerar som skiljedomare, då rollerna är mycket olika och inte bör blandas samman.